# 小澤真珠
小澤真珠（1977年1月3日—），本名土方典子，出生於日本大阪府吹田市，在東京都新宿區長大，隸屬Box Corporation的女演員。鷗友學園女子中學校、高等學校休學，轉學到東海大學附屬望星高等學校（畢業）。

## 個人簡歷

### 藝名的由來
由於小澤真珠的眼睛碩大，猶如珍珠般的美麗（日文漢字的“真”通中文“珍”），因此而得名。

### 經歷
1993年9月，小澤真珠參演連續劇《神的罪過》，1995年演出漫畫改編電影《鐵拳對鋼拳》。之後1996年演出朝日電視台的連續劇《惡作劇之吻》，劇中的小澤真珠飾演A班的松本麗子，與相原琴子為情敵，在劇中表現的超高演技引起不少觀眾的話題。2004年，主演電視劇《牡丹與薔薇》，在劇中演出使壞的性格，讓不少觀眾嘆為觀止。

## 演出作品

### 電影
- 《鐵拳對鋼拳》（1996年）
- 《DRUG GARDEN》（2000年）
- 《東京攻略》（2000年）
- 《假面騎士Agito Project G4》（2001年）
- 《女帝》（2001年） 主演
- 《人間椅子》（2007年）
- 《飛翔吧！琦玉 》（2019年）
- 《劇場版 魯邦的女兒》（2021年）
- 《工作細胞》（2024年）

### 電視劇
- 《神的罪過》（1993年9月5日）
- 《夢暦長崎奉行》（1994年 NHK）
- 《某年夏天》(1994年 富士)
- 《夢想搖籃》 （1995年 TBS）
- 《Handsome Man》 (1996年 朝日)
- 《惡作劇之吻》 (1996年 朝日）飾 松本麗子
- 《甜辣美人》 (1997-1998 NHK晨間小說連續劇）
- 《元祿繚亂》 （1999 NHK大河劇）飾 玉路
- 《永遠的1/2》 (2000年 TBS）
- 《Nurse Man》（2004年 NTV）
- 《牡丹與薔薇》（2004年 富士）
- 《刑事純情派》（2005年 朝日）
- 《柳生十兵衛七番勝負》（2005 NHK金曜時代劇）飾 楓
- 《詐欺獵人》（2006年 TBS）
- 《新娘犯太歲》（2006年 TBS）
- 《風的輪舞》（2006年 富士）
- 《女帝》（2007年 朝日）
- 《天地人》（2009年 NHK大河劇）
- 《轉職必勝班》（2010年 朝日系列） 飾 松澤美奈
- 《警部補 矢部謙三》（2010年　朝日） 最終話，飾 武藤彩香
- 《胜者即是正义 第一季》（2012年　富士电视台） 第八集，飾 安永留美子
- 《遗留搜查 第四季》（2017年　朝日電視台） 第八集，飾 柴田亜弓
- 《魯邦的女兒 第一季》 （2019年 富士電視台）飾 三雲悅子
- 《家政夫三田園第四季》（2020年 朝日） 第三集，飾 花田百合子
- 《魯邦的女兒 第二季》 （2020年 富士電視台）飾 三雲悅子
- 《麻煩一族》（2022年 富士電視台）飾 葛西綾
- 《再會了，美好時光》（2023年 東京電視台）飾 廣瀨奈緒美
- 《墜落JK與廢人老師》（2023年 MBS）飾 凪真琴
- 《問題物件》（2025年 富士電視台）第6集，飾 天音 / 漆原こずえ
- 《為什麼是我來神說教》（2025年 日本電視台）第5集、第6集，飾 小早川皐月

### CM
- P&G「パンテーン」（1994年 - 1995年）
- 江崎固力果「プリッツ」 （1994年 - 1995年）
- カネボウホームプロダクツ「海のうるおい藻」 （1996年 - 1997年）
- 札幌啤酒「春がきた」（1998年）
- 四谷学院（1998年）
- 青森りんご （1998年 - 2000年）
- スカイパーフェクTV!
- KDDI au（2007年）
- CR天才バカボン 41才の春だから〜ドラマ編（2009年）
- ソフティモ「ホワイト 薬用クレンジングウォッシュ〜女の戦い編」（2009年）
- 日本可口可樂「Georgia 三ッ星プレッソ」（2015年1月 - ）
- 丸亀製麺「豚マリネぶっかけ」（2015年6月 - ）[1]
- ナチュラルガーデン「ナタデウォッシュ」（2017年） - さとう珠緒と共演
- 大鵬薬品工業「ゼノール」（2021年6月 - ）

## 舞台劇
- 《孩子的一生》（1998年10月～11月 澀谷PARCO劇場 其他）
- 音樂劇《新彼得潘》（1999年7月～9月 新國立劇場 其他）
- 《卡夫卡的狄克》（2000年1月～2月　下北澤本多劇場 其他）
- 《陽光教室》（2000年3月～4月 世田谷公共劇場 其他）
- 《爺爺的夏天》初演（2002年8月 青山圓形劇場）
- 《世紀末的三姊妹》（2004年4月24日～5月8日 東京藝術劇場小大廳2，大阪Mielparque大廳）飾 正江（次女）
- 《男性喜歡的體育》初演（2004年8月～9月，下北澤本多劇場 其他）
- 《爺爺的夏天》再演（2005年8月～9月、紀伊國屋南方劇場 其他）
- 《海達・加布勒》（2009年7月、赤坂紅劇場）飾 海達・泰斯曼

## 參予過的電視節目
- 《男女糾察隊》
- 《SMAP×SMAP》
- 《徹子的房間》
- 《VivaVivaV6》
- 《不幸的法則》
- 《熱血!平成教育學院》

## 写真集
- Majuエトランゼ（1998年、メディアファクトリー ISBN 4889916245）
- 月刊小沢真珠（1999年、新潮社 ISBN 4107900673）
- GO MAJU GO（2000年、ぶんか社 ISBN 4821123304）
- PEARL（2002年、音楽専科社 ISBN 4872791037）

## 脚注
1. ↑   (PDF) (新闻稿). トリドール. 2015-06-04  [2015-06-11]. （原始内容存档 (PDF)于2015-06-12）.